# آرون بوبندزا
آرون سالم بوبندزا (مواليد 7 أغسطس 1996) هو لاعب كرة قدم غابوني لعب في مركز الهجوم في نادي رابيد بوخارست الروماني.